# Pakarbas
Pakarbas (nep. पकरबास) – gaun wikas samiti w środkowej części Nepalu w strefie Dźanakpur w dystrykcie Ramechhap. Według nepalskiego spisu powszechnego z 2001 roku liczył on 1077 gospodarstw domowych i 6109 mieszkańców (3155 kobiet i 2954 mężczyzn).